# Antón Harapi
Anton Harapi (Shiroka, Albania, 5 de enero de 1888 - Tirana Albania, 20 de febrero de 1946) fue un fraile franciscano, educador, conferencista, publicista y figura política franciscana albanesa durante la Segunda Guerra Mundial. Fue ejecutado en 1946.

## Biografía

### Primeros años de vida

Firma de Anton Harapi

Se educó en Shkodër. Había asistido a la escuela secundaria en escuelas monásticas de los franciscanos en Meran y Hall in Tirol. También había estudiado teología en Roma. Harapi apoyó y respetó las diversas diferencias religiosas de los albaneses, en el sentido de que la religión nunca los había dividido, se veían a sí mismos como una única hermandad de sangre.
De 1923 a 1931 enseñó en el colegio franciscano de Shkodër y fue su director. Harapi escribió el libro titulado "Andrra e pretashit" (Sueños de Pretash). Está basado en un sueño de Pretash Cuka Berishaj, un montañés del entonces pueblo de Priften dentro de la montaña de Gruda (Harapi trabajaba en la cercana iglesia Kisha Grudes, una de las iglesias católicas más antiguas de todos los Balcanes). Harapi era muy estimado por su patriotismo y capacidad de persuasión. Fue muy respetado en toda Albania por la profundidad y elocuencia de sus charlas y por su erudición en temas religiosos.

### Segunda Guerra Mundial

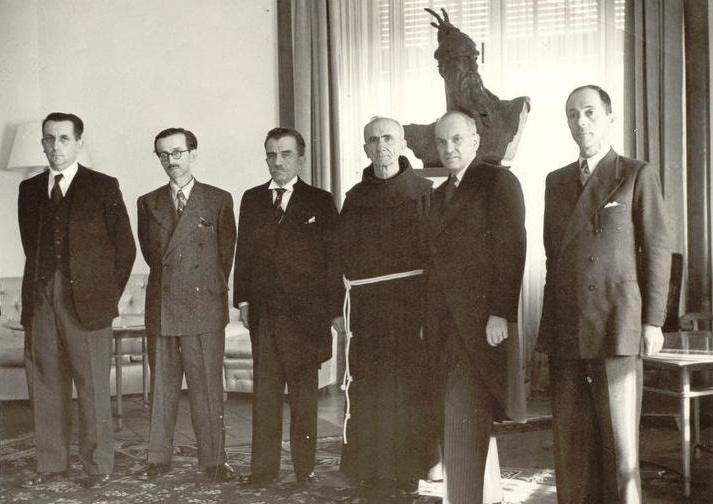
Miembros del gabinete de Albania - de Izquierda a derecha: Fuat Dibra, Mihal Zallari, Mehdi Frashëri, Father Anton Harapi, Rexhep Mitrovica and Vehbi Frashëri

Italia invadió a Albania del 7 al 12 de abril de 1939. oor parte del Reino de Italia contra el Reino de Albania. El conflicto fue el resultado de la política imperialista del dictador fascista italiano Benito Mussolini. Albania fue invadida rápidamente, su gobernante, el rey Zog I, se vio obligado a exiliarse y el país pasó a formar parte del Imperio italiano como un reino separado en la unión personal con la corona italiana. Después de que se disolvió oficialmente la Unión con Italia, muchas de las leyes aprobadas después de la invasión italiana fueron revocadas y Albania fue declarada estado independiente. La asamblea anunció que Albania sería gobernada por una regencia de cuatro: un representante de cada una de las cuatro principales comunidades religiosas de Albania. 
Los católicos albaneses estuvieron representados por el prior de los franciscanos en Shkodër, el padre Harapi, que mantenía conexiones tanto con los kosovares como con los partisanos albaneses. Al enterarse de su nombramiento, los emisarios partidistas intentaron sin éxito disuadirlo de aceptar. Hermann Neubacher parecía haber desarrollado una cálida relación personal con Harapi, en parte porque Harapi había recibido parte de su educación en la escuela del monasterio de Meran y Hall en Tirol.
El liderazgo del consejo fue diseñado originalmente para rotar, pero Harapi argumentó que, como monje católico, no podía aceptar ningún puesto en el que se le obligara a sancionar la pena de muerte.

## Muerte

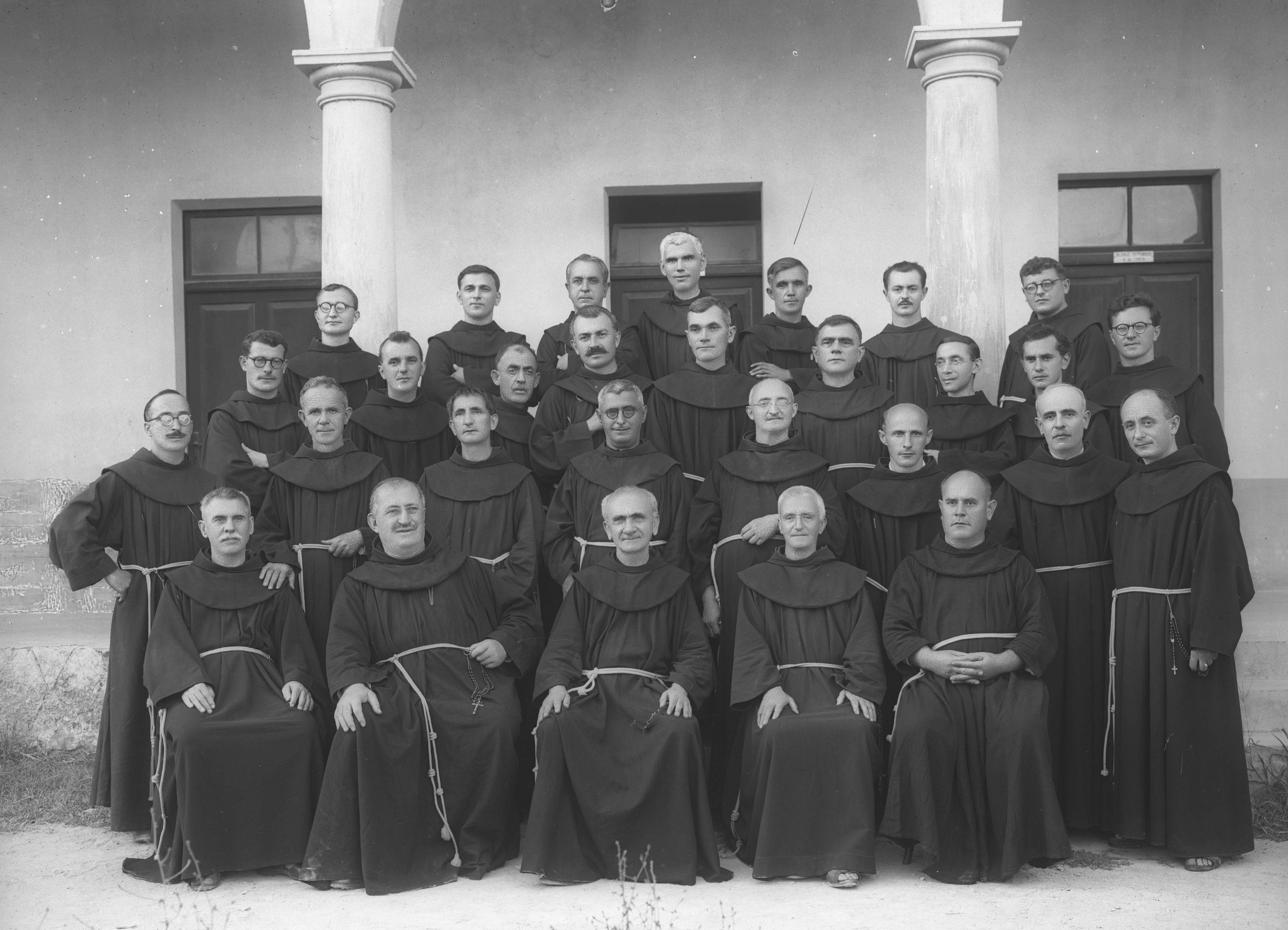
Orden Franciscana Albanesa, 24 de julio de 1943

Con el derrocamiento de Benito Mussolini y la rendición de Italia en 1943, las fuerzas italianas de ocupación en Albania colapsan. La guerrilla albanesa logra diezmar a cinco divisiones italianas, lo que le permite ganar muchos seguidores entusiasmados con el fin de la ocupación. Los comunistas toman el control de la mayoría de las ciudades del sur del país excepto Vlorë, donde el Frente Nacional es muy fuerte; mientras que los nacionalistas miembros del Ejército de Liberación Nacional dominan el norte del país. En agosto de 1943, los Aliados convencen a comunistas y nacionalistas para que se reúnan y formen un Comité de Salvación para Albania encargado de coordinar las acciones militares guerrilleras. A mediados del verano de 1944 los comunistas habían ya vencido la resistencia de los últimos restos del ejército de Balli Kombëtar, entrando al centro y norte del país a finales de julio.
Después de que los partisanos declararon la victoria en Tirana y los alemanes comenzaron su retirada, Hermann Neubacher suplicó encarecidamente a Harapi que abandonara el país y le ofreció su avión. Sin embargo, Harapi le agradeció, pero le informó que Dios lo había llamado a estar donde estaba y, si fuera la voluntad de Dios, moriría donde estaban sus deberes como sacerdote.
Los comunistas, que lo buscaban por todas partes, irrumpieron en la casa donde se alojaba, pero no pudieron encontrarlo. Al salir, vieron una dentadura postiza en un vaso de agua y volvieron a hablar con el dueño de la casa. Cuando comenzaron a maltratar a los propietarios que huían, Harapi salió de su escondite y se rindió.
El 14 de febrero de 1946, el padre Harapi, junto con el miembro del Consejo de Regencia Lef Nosi y el ex primer ministro Maliq Bey Bushati fueron condenados a muerte por el Tribunal Militar de Tirana, acusados de ser colaboracionistas al servicio de Italia y Alemania. El tribunal estuvo dirigido por el juez general Irakli Bozo y la acusación estuvo dirigida por Misto Treska. El Tribunal Militar solicitó su ejecución y confiscación de sus bienes como colaboradores del Eje. Durante la noche los llevaron desde su celda al pelotón de fusilamiento y los fusilaron. Fueron enterrados en una tumba anónima en un lugar desconocido en las afueras de Tirana.